# راجم (حبيش)

تعديل مصدري - تعديل

راجم هي إحدى قرى عزلة جبل عميقة بمديرية حبيش التابعة لمحافظة إب، بلغ تعداد سكانها 681 نسمة حسب تعداد اليمن لعام 2004.